# Lillian Hellman
Lillian Hellman   (Nova Orleans, 20 de juny de 1905 - comtat de Dukes, 30 de juny de 1984) va ser una dramaturga i guionista estatunidenca, coneguda pel seu èxit en el Teatre de Broadway i pel seu activisme polític.
Les seves obres destaquen per una constant denúncia de les societats opulentes i per un activisme d'esquerres. The Watch on the Rhine (‘La vigilància al Rin', 1941) és una crítica de la hipocresia de les posicions dites liberals, mentre que Toys in the Attic (‘Joguines a les golfes', 1960) s'ambienta al sud dels Estats Units durant la seva infància.
A causa de les seves posicions crítiques, va ser investigada per la House Un-American Activities Committee durant la caça de bruixes del Maccarthisme, on es va negar a delatar companys de lluita, i per aquest motiu se la va incloure en una llista negra que li va impedir treballar a la indústria del cinema durant anys. Aquesta experiència és explicada en obres com The Scoundrel Time (‘L'hora del covard', 1976). Va explorar també el tema autobiogràfic en Pentimento (‘Penediment’, 1974) i Maybe (‘Potser’, 1980).
Va ser durant anys parella del també escriptor Dashiell Hammett, autor de la novel·la El falcó maltès.

## Obres

### Teatre
- The Children's Hour (1934)
- Days to Come (1936)
- The Little Foxes (1939)
- Watch on the Rhine (1941)
- The Searching Wind (1944)
- Another Part of the Forest (1946)
- Montserrat (1949) (Adaptació a l'anglès de l'obra d'Emmanuel Roblès)
- The Autumn Garden (1951)
- The Lark (1955) (Adaptació a l'anglès de L'Alouette de Jean Anouilh)
- Toys in the Attic (1960)
- My Mother, My Father and Me (1963) (basada en la novel·la How Much? de Burt Blechman)

### Novel·la
- Maybe: A Story (1980)

### Opereta
- Candide (1956) (llibre reescrit posteriorment per Hugh Wheeler)

### Guions de cinema
- The Dark Angel (1935) (amb Mordaunt Shairp; basat en l'obra teatral de Guy Bolton)
- These Three (1936) (basat en la seva obra teatral The Children's Hour)
- Dead End (1937) (basat en l'obra teatral Dead End de Sidney Kingsley)
- The Little Foxes (1941) (basat en la seva obra teatral)
- The North Star (1943)
- The Searching Wind (1946) (basat en la seva obra teatral)
- The Chase (1966) (basat en l'obra teatral i novel·la de Horton Foote)

### Memòries
- An Unfinished Woman: A Memoir (1969)
- Pentimento: A Book of Portraits (1973)
- Scoundrel Time (1976)
- Eating Together: Recipes and Recollections, amb Peter Feibleman (1984)

també :
- Prefaci a The Big Knockover, una col·lecció d'històries de Dashiell Hammett (1963)
- Three, collec·lecció de 1980 de les seves primeres tres memòries

### Altres
- Sobre la seva obra teatral "The Children's Hour" el 1961 es va fer el film homònim (en català La calúmnia), sense la seva participació però mantenint l'acusació de lesbianisme de l'obra original, que en canvi s'havia eliminat del film These Three de 1936.